# Rhododendron saxifragoides
Rhododendron saxifragoides är en ljungväxtart som beskrevs av J. J. Smith. Rhododendron saxifragoides ingår i släktet rododendron, och familjen ljungväxter. Inga underarter finns listade i Catalogue of Life.